# مفرغة الهواء (كوكبة)
مُفْرِغَة الهواء (بالإنجليزية: Antlia) (من اليونانية القديمة ἀντλία) هي كوكبة في نصف الكرة الأرضية السماوية الجنوبية. اسمها يعني «مضخة» في اللاتينية واليونانية. إن هذا الاسم يمثل مضخة مفرغة الهواء وقد تم إنشاء الكوكبة من قبل عالم الفلك الفرنس نيكولاس لويس دو لكيل في القرن الثامن عشر. تم تفضيل اسمها غير المحدد (المكون من كلمة واحدة) والمستخدم بالفعل بشكل محدود من قبل جون هيرشل ثم رحب به المجتمع الفلكي الذي قبل هذا رسميًا. تقع كوكبة مفرغة الهواء إلى الشمال من النجوم المشكلة لبعض أشرعة السفينة في كوكبة السفينة أرغو (بالإنجليزية: Argo Navis) (كوكبة الشراع (بالإنجليزية: Vela)) حيث يمكن رؤية كوكبة مفرغة الهواء بشكل واضح تماما من مدى خطوط العرض الجنوبية إلى خط العرض 49 درجة شمالًا.
إن كوكبة مفرغة الهواء هي كوكبة باهتة نجمها اللامع هو إلفا مفرغة الهواء وهو نجم عملاق برتقالي يُشتبه في كونه نجمًا متغيرًا. إن القدر الظاهري (شدة السطوع) للنجم إلفا مفرغة الهواء يتراوح بين 4.22 و 4.29. إن النجم إس مفرغة الهواء هو نظام نجمي ثنائي تحدث فيه ظاهرة الكسوف ويتغير سطوع هذا النجم الثنائي نتيجة لمرور أحد النجمين المشكلين له أمام النجم الآخر. عند مشاركة الغلاف العام يكون النجمان قريبا جدا من بعضهما لدرجة أن الغلافان سيندمجان يومًا ما ليشكلان نجمة واحدة. يوجد نظامان نجميان مع كواكب خارجية معروفة وهما النجم HD 93083 والنجم WASP-66 المتوضعان ضمن كوكبة مفرغة الهواء كما هو الحال في مجرةNGC 2997 والمجرة الحلزونية ومجرة مفرغة الهواء القزمة.

## التاريخ
وصف عالم الفلك الفرنسي نيكولاس لويس دو لكيل كوكبة مفرغة الهواء لأول مرة بالفرنسية باسم لا ماشينه بنيماتيك (بالفرنسية: la Machine Pneumatique) (بالعربية مفرغة الهواء) في حوالي عام 1751-52  إحياءً لذكرى مفرغة الهواء التي اخترعها الفيزيائي الفرنسي دينيس بابين. راقب دو لكيل وفهرس ما يقرب من 10000 نجم في نصف الكرة السماوية الجنوبية خلال إقامته لمدة عامين في رأس الرجاء الصالح وابتكر أربعة عشر كوكبة جديدة في مناطق مجهولة من نصف الكرة السماوية الجنوبية غير المرئية من أوروبا. قام بتسمية جميع الآلات التي ترمز إلى عصر التنوير باستثناء واحدة.  صور دو لكيل كوكبة مفرغة الهواء على أنها مضخة تفريغ أحادية الأسطوانة تستخدم في تجارب بابين الأولية، بينما اختار عالم الفلك الألماني يوهان بود النسخة الأكثر تقدمًا من مفرغة الهواء ذات الأسطوانة المزدوجة. قام دو لكيل بتحويل الاسم إلى اللغة اللاتينية حيث أصبح أنتليا بنيماتيكا (باللاتينية: Antlia pneumatica) على مخططه في عام 1763. اقترح عالم الفلك الإنجليزي جون هيرشل تقليص الاسم إلى كلمة واحدة في عام 1844 مشيرًا إلى أن دو لكيل نفسه قد اختصر أسماء الأبراج والكوكبات في بعض الأحيان. تم تبني هذا الأمر عالميا. اعتمدها الاتحاد الفلكي الدولي كواحدة من قائمة الكوكبات المؤلفة من 88 كوكبة حديثة في عام 1922.
على الرغم من أن نجوم كوكبة مفرغة الهواء كانت مرئية عند اليونانيين القدماء إلا أنها كانت باهتة للغاية بحيث لا يمكن تصورها عمومًا على أنها كائن رمزي أو جزء من أحد الكائنات الرمزية في عالم النجوم القديمة. النجوم التي تشكل الآن كوكبة مفرغة الهواء موجودة في منطقة من السماء مرتبطة بالنجمة / الكوكبة القديمة المعروفة باسم سفينة أرغو (بالإنجليزية: Argo Navis). نظرًا لحجم هذه الكوكبة الهائل تم تقسيمها إلى جسم السفينة وسطح مؤخر السفينة وأشرعة السفينة وذلك من قبل دو لكيل في عام 1763. أفاد ريدباث أنه نتيجة لخفوت سطوعها لم تشكل نجوم مفرغة الهواء جزءًا من التصوير الكلاسيكي لكوكبة سفينة أرغو.

### في علم الفلك غير الغربي
تمكن علماء الفلك الصينيون من رؤية ما هو كوكبة مفرغة الهواء الحديثة من خطوط العرض الخاصة بهم ودمجوا نجومها في مجموعتين مختلفتين من الأبراج. إن العديد من النجوم في الجزء الجنوبي من كوكبة مفرغة الهواء كانت جزءًا من دونغو (بالإنجليزية: Dong'ou) والتي تمثل منطقة في جنوب الصين. علاوة على ذلك تم دمج نجم إبسيلون كوكبة مفرغة الهواء وونجم إيتا كوكبة مفرغة الهواء ونجم ثيتا كوكبة مفرغة الهواء في المعبد السماوي والذي احتوى أيضًا على نجوم من كوكبة بيت الإبرة الحديثة (بالإنجليزية: Pyxis).

## الخصائص
تغطي كوكبة مفرغة الهواء 238.9 درجة مربعة وبالتالي 0.579% من القبة السماوية وتحتل المرتبة 62 من أصل الثمانية وثمانون كوكبة حديثة حسب المساحة التي تشغلها من القبة السماوية.
إن موقعها في نصف الكرة السماوية الجنوبي يعني إن الكوكبة بأكملها مرئية للمراقبين جنوب خط العرض 49 درجة الشمالي.
تمتد كوكبة الشجاع (بالإنجليزية: Hydra) ثعبان البحر على طول الحدود الشمالية لكوكبة مفرغة الهواء في حين إن كوكبة بيت الإبرة (البوصلة) (بالإنجليزية: Pyxis) والشراع (أشرعة السفينة) (بالإنجليزية: Vela) والقنطور (بالإنجليزية: Centaurus).
تحد كوكبة مفرغة الهواء من الغرب والجنوب والشرق على التوالي. الاختصار المكون من ثلاثة أحرف للكوكبة كما اعتمده الاتحاد الفلكي الدولي هو أنت (بالإنجليزية: Ant). إن حدود الكوكبة الرسمية كما حددها عالم الفلك البلجيكي يوجين ديلبورت في عام 1930  محددة بمضلع له جانب شرقي وجنوبي وعشرة جوانب أخرى (مواجهة لنقطتي البوصلة الرئيسيين الأخريين) (موضحة في صندوق المعلومات في أعلى اليمين). في نظام الإحداثيات الاستوائية تقع إحداثيات الصعود المستقيم لهذه الحدود بين 09سا 26.5د و 11سا 05.6د في حين أن إحداثيات الانحراف تتراوح بين -24.54 درجة و -40.42 درجة.

## سمات كوكبة مفرغة الهواء

### نجوم كوكبة مفرغة الهواء
أعطى دو لكيل تسعة نجوم تسميات باير واصفًا إياهم من إلفا إلى ثيتا حيث جمعت نجمتين بجانب بعضهما البعض باسم زيتا. أضاف غولد لاحقًا النجمة العاشرة والتي وصفت باسم أيوتا مفرغة الهواء. انتهى المطاف بنجمتي بيتا مفرغة الهواء وغاما مفرغة الهواء (تسميان الآن النجم HR 4339 والنجم HD 90156) في كوكبة الشجاع (بالإنجليزية: Hydra) المجاورة بمجرد تحديد حدود الكوكبة في عام 1930. داخل حدود الكوكبة هناك اثنان وأربعون نجمًا أكثر سطوعًا من أو يساوي مقدار سطوعها الظاهري 6.5. إن ألمع نجمين في الكوكبة هما - إلفا مفرغة الهواء وإبسيلون مفرغة الهواء - اللذان يتألقان مع مسحة حمراء. إن نجم إلفا مفرغة الهواءهو نجم عملاق برتقالي من النوع الطيفي K4III وهو نجم متغير مشتبه به يتراوح مقدار سطوعه الظاهري بين 4.22 و 4.29. يقع على بعد 320 ± 10 سنة ضوئية من الأرض. من المقدر أنه يتألق بمقدار يصل إلى حوالي 480 إلى 555 مرة ضعف لمعان الشمس وبالتالي فمن المرجح أنه نجم متقدم في السن يتألق وهو في طريقه إلى أن يصبح نجمًا متغيرًا من نجوم الأعجوبة (بالإنجليزية: Mira) بعد أن حوّل كل وقوده الأساسي إلى كربون. يقع النجم إبسيلون مفرغة الهواء على بعد 590 ± 30 سنة ضوئية من الأرض  وهو نجم برتقالي عملاق متطور من النوع الطيفي K3 IIIa والذي انتفخ ليصبح قطره حوالي 69 ضعف قطر الشمس  وله لمعان تقريبًا 1279 ضعف لمعان الشمس. إنه نجم متغير قليلاً. في الطرف الآخر من كوكبة مفرغة الهواء نجد النجم لوتا مفرغة الهواء الذي يماثل نجم عملاق برتقالي من النوع الطيفي K1 III. يبعد النجم لوتا مفرغة الهواء عن كوكب الأرض مسافة 202 ± 2 سنة ضوئية.
يقع نجم دلتا مفرغة الهواء بالقرب من النجم إلفا مفرغة الهواء وهو نجم ثنائي يبعد 450 ± 10 سنة ضوئية عن كوكب الأرض. إن النجم الأساسي من هذا النجم الثنائي هو نجم ذو نسق أساسي أزرق-أبيض من النوع B من النوع الطيفي B9.5V ومقدار سطوعه الظاهري 5.6 في حين أن النجم الثاني من هذا النجم الثنائي هو نجم ذو نسق أساسي أصفر-أبيض من النوع F من النوع الطيفي F9Ve ومقدار سطوعه الظاهري 9.6. إن النجم زيتا مفرغة الهواء هو نجم مزدوج واسع بصريا. إن النجم الأكثر إشراقا زيتا <sup id="mwyQ">1</sup> مفرغة الهواء يبعد حوالي 410 ± 40 سنة ضوئية عن كوكب الأرض ويبلغ مقدار سطوعه الظاهري 5.74  على الرغم من أنه هو نظام نجمي ثنائي حقيقي حيث يتكون من اثنين من نجمين متتاليين رئيسيين أبيضين يملك أحدهما مقدار سطوع ظاهري 6.20 في حين يمتلك الآخر مقدار سطوع ظاهري 7.01 واللذين يكونان مفصولين عن بعضهما بمقدار 8.042 ثانية قوسية. إن النجم الأكثر خفوتا زيتا <sup id="mwyQ">2</sup> مفرغة الهواء يبعد مسافة 386 ± 5 سنة ضوئية عن الأرض ومقدار سطوعه الظاهري 5.9. إن النجم إيتا مفرغة الهواء هو نجم مزدوج آخر يتكون من نجم أبيض أصفر من النوع الطيفي F1V ومقدار سطوعه الظاهري 5.31 مع نجم رفيق مقدار سطوعه الظاهري 11.3. إن النجم ثيتا مفرغة الهواء هي أيضًا نجم مزدوج ويتكون على الأرجح من نجم ذو نسق أساسي من النوع A وهو نجم عملاق أصفر. إن النجم اس مفرغة الهواء هو نظام نجمي ثنائي يتفاوت في مقدار سطوعه الظاهري من 6.27 إلى 6.83 على مدى 15.6 ساعة. يُصنف هذا النظام على أنه نجم متغير دبليو الدب الأكبر (بالإنجليزية: W Ursae Majoris) - فالنجم الأولي أكثر سخونة من النجم الثانوي وينتج الانخفاض في مقدار سطوعه الظاهري عن مرور النجم الثانوي أمام النجم الأولي. يشير حساب خصائص النجوم المكونة من الفترة المدارية إلى أن النجم الأولي له كتلة 1.94 مرة ضعف كتلة الشمس وقطر 2.026 ضعف قطر الشمس، وأن النجم الثانوي له كتلة 0.76 مرة ضعف كتلة الشمس وقطر 1.322 ضعف قطر الشمس. يمتلك هذان النجمان الأولي والثانوي ضياءاً ونوعا طيفياً متشابهان لأن لهما غلافًا مشتركًا ويشتركان في المادة النجمية. يُعتقد أن عمر النظام يتراوح بين 5 و 6 مليارات سنة. سوف يندمج النجمان في النهاية لتشكيل نجم واحد سريع الدوران.
إن النجم تي مفرغة الهواء هو نجم عملاق أصفر-أبيض من النوع الطيفي F6Iab ومتغير سيفايد الكلاسيكي (بالإنجليزية: Classical Cepheid variable) يتراوح بين 8.88 و 9.82 على مدى 5.9 أيام. إن النجم يو مفرغة الهواء هو نجم كربون أحمر من النوع C وهو متغير غير منتظم يتراوح مقدار سطوعه الظاهري بين 5.27 و 6.04. يبعد النجم يو مفرغة الهواء مقدار 910 ± 50 سنة ضوئية عن كوكب الأرض  ويبلغ مقدار سطوعه الظاهري حوالي 5819 مرة ضعف سطوع الشمس. إن النجم بي إف مفرغة الهواء هو متغير دلتا الترس (بالإنجليزية: Delta Scuti variable) والذي يختلف بمقدار 0.01 من مقدار السطوع الظاهري. إن النجم HR 4049 المعروف أيضًا باسم أيه جي مفرغة الهواء هو نجم متغير ساخن غير عادي من النوع الطيفي B9.5Ib-II. إن هذا النجم يخضع لفقدان شديد للكتلة  وهو متغير فريد لا ينتمي إلى أي فئة من النجوم المتغيرة المعروفة ويتراوح مقدار سطوعه الظاهري بين 5.29 و 5.83 ضمن فترة 429 يومًا. يبعد النجم أيه جي مفرغة الهواء حوالي 6000 سنة ضوئية عن كوكب الأرض. إن النجم يو إكس مفرغة الهواء هو متغير من نوع نجوم R الإكليل الشمالي (بالإنجليزية: R Coronae Borealis variable) مع مقدار سطوع ظاهري قاعدي يبلغ حوالي 11.85 مع خفوت غير منتظم في مقدار سطوعة الظاهري يصل إلى أقل من 18.0. إن النجم يو إكس مفرغة الهواء هو نجم مضيء وبعيد وهو نجم عملاق ذو طيف يشبه طيف نجم أصفر - أبيض من النوع F ولكنه تقريبًا لا يحتوي على الهيدروجين.

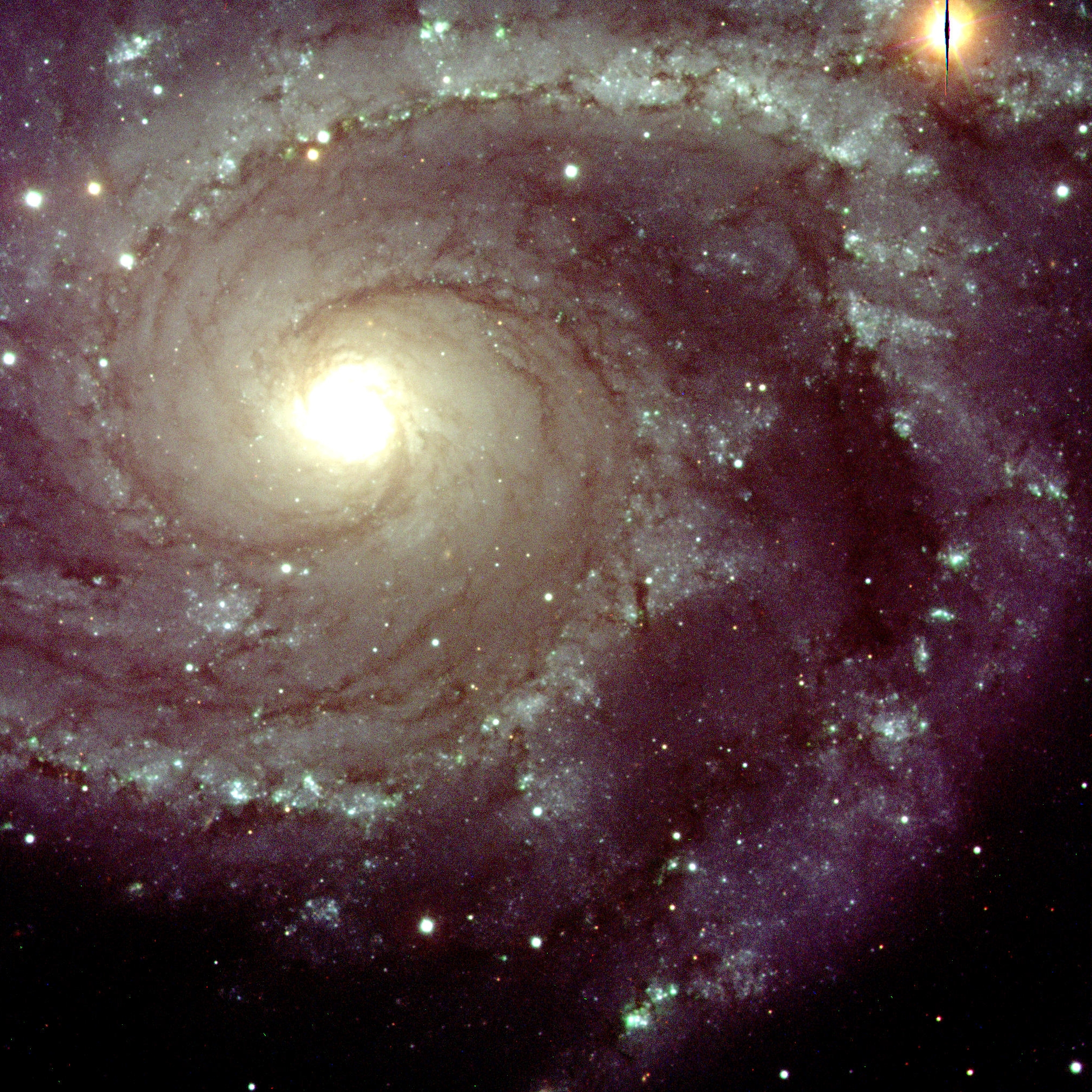
صورة مركبة للمجرة الحلزونية NGC 2997

إن النجم HD 93083 هو نجم قزم برتقالي من النوع الطيفي K3V أصغر حجمًا وأكثر برودة من الشمس. إن هذا النجم يمتلك كوكباً تم اكتشافه بطريقة السرعة الشعاعية باستخدام مقياس الطيف الباحث الكوكبي بالسرعة الشعاعية عالية الدقة (بالإنجليزية: HARPS spectrograph) في عام 2005. إن الكوكب الذي يمتلك كتلة في حدود كتلة كوكب زحل يدور دورة كاملة حول نجمه في مدة تبلغ 143 يومًا قاطعا خلالها مسافة متوسطة تبلغ 0.477 وحدة فلكية. إن النجم WASP-66 هو نجم شبيه بالشمس من النوع الطيفي F4V. إن كوكباً ذو كتلة تبلغ 2.3 مرة كتلة كوكب المشتري يدور حول النجم WASP-66 كل 4 أيام، حيث تم اكتشاف هذا الكوكب بواسطة طريقة العبور في عام 2012. إن النجم DEN 1048-3956 هو نجم قزم بني من النوع الطيفي M8 يقع على بعد حوالي 13 سنة ضوئية من الأرض. يمتلك هذا النجم مقدار سطوع ظاهري 17 وهو خافت جدًا بحيث لا يمكن رؤيته بالعين المجردة. إن درجة حرارة سطح هذا النجم تبلغ حوالي 2500 كلفن. تم تسجيل انفجارين شمسيّن اثنين داما لمدة 4-5 دقائق حيث تم رصد كل منهما في عام 2002. إن النجم 2MASS 0939-2448 هو نظام نجمي ثنائي مؤلف من نجمين باردين وخافتين من نوع النجوم القزمة البنية، وربما مع درجات الحرارة فعالة تبلغ حوالي 500 و 700 كلفن وكتلة تبلغ حوالي 25 و 40 ضعف كتلة المشتري، على الرغم من أنه من الممكن أيضًا أن يكون لكلا الجرمين درجة حرارة تبلغ 600 كلفن وكتلة تبلغ 30 ضعف كتلة كوكب المشتري.

### أجرام السماء العميقة

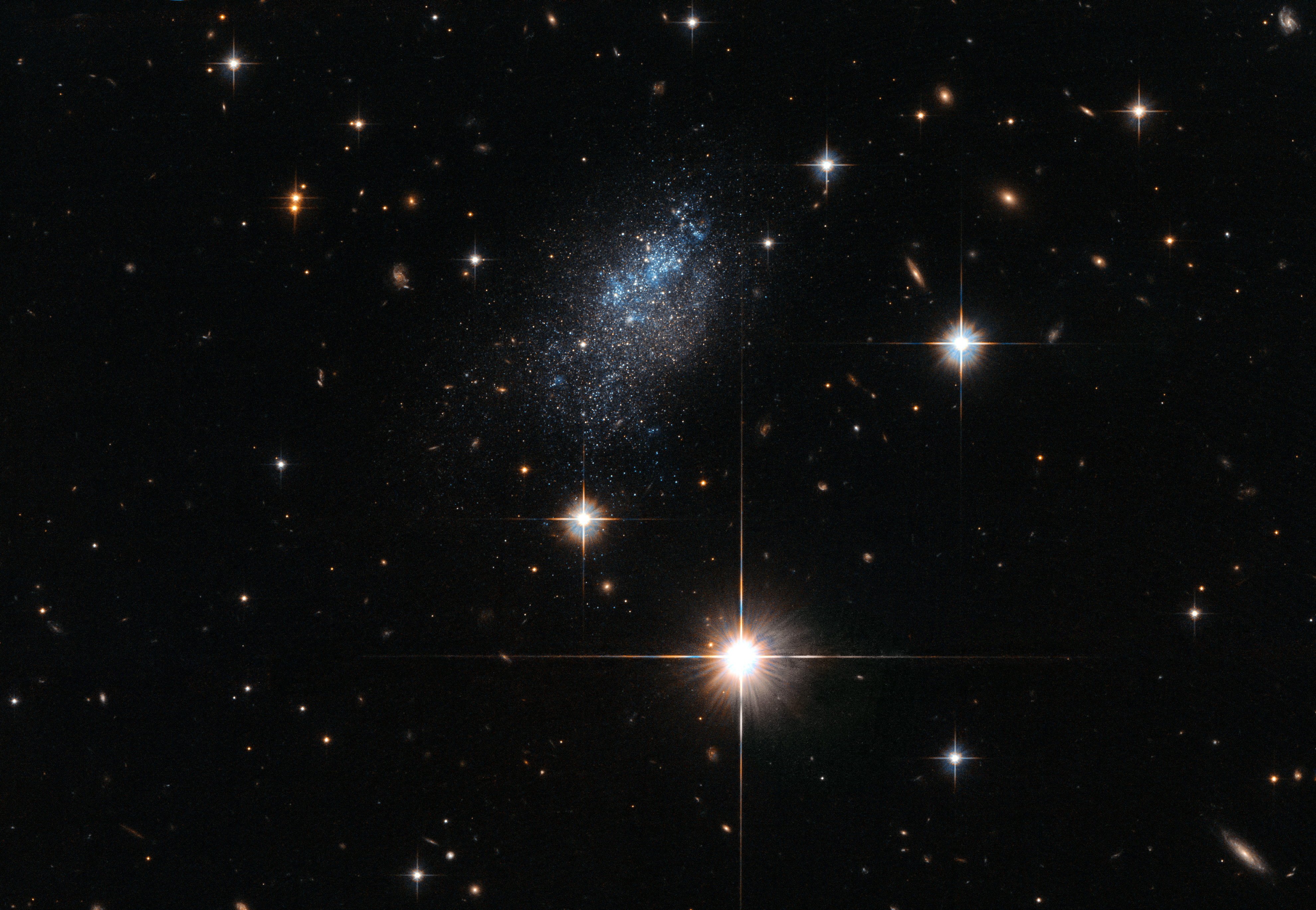
تقع المجرة ESO 376-16 على بعد 23 مليون سنة ضوئية من الأرض.

تحتوي كوكبة مفرغة الهواء على العديد من المجرات الباهتة، وألمع هذه المجرات هي المجرة NGC 2997 بمقدار سطوع ظاهري 10.6. إن هذه المجرة هي مجرة حلزونية من النوع اس سي (بالإنجليزية: Sc.) على الرغم من عدم وصف هذه المجرة في معظم تلسكوبات الهواة إلا أنها تعرض مجموعات لامعة من النجوم الفتية والعديد من ممرات الغبار المظلمة في الصور. تم اكتشاف مجرة مفرغة الهواء القزمة في عام 1997 وهي مجرة قزم كروية ذات مقدار سطوع ظاهري 14.8 وتنتمي إلى المجموعة المحلية من المجرات والتي تتصف بأنها من المجرات القريبة من مجرتنا درب التبانة. في عام 2018 تم الإعلان عن اكتشاف مجرة ذات سطوع سطح منخفض للغاية بالقرب من موقع النجم إبسيلون مفرغة الهواء والتي سميت بمجرة مفرغة الهواء 2 وهي مجرة تابعة لمجرتنا مجرة درب التبانة.

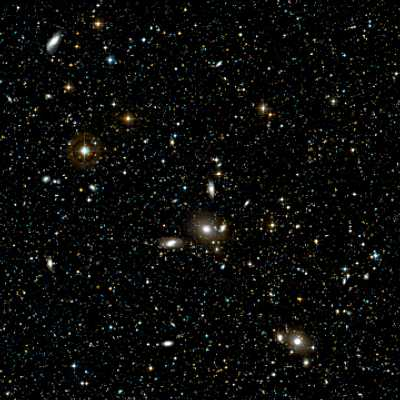
عنقود مفرغة الهواء

إن عنقود مفرغة الهواء المجري (بالإنجليزية: Antlia Cluster)، والمعروفة أيضًا باسم Abell S0636، هو عنقود مجري يقع في عنقود مجرات هيدرا - قنطورس العظيم. وهي ثالث أقرب عنقود إلى مجموعة المجرات المحلية بعد عنقود برج العذراء المجري وعنقود فورنكس المجري. إن عنقود مفرغة الهواء المجري يبعد عن الأرض مسافة 40.5 ميجا بارسيك (132.1 Mly) إلى 40.9 ميجا بارسيك (133.4 Mly). يقع عنقود مفرغة الهواء المجري في الزاوية الجنوبية الشرقية من كوكبة مفرغة الهواء ويضم المجرات الإهليلجية العملاقة NGC 3268 و NGC 3258 كعضوين رئيسيين في مجموعة فرعية جنوبية وشمالية على التوالي وتحتوي على حوالي 234 مجرة في المجموع الكلي.

## روابط خارجية
- دليل التصوير العميق للأبراج: كوكبة مفرغة الهواء
- كوكبة مفرغة الهواء القابلة للنقر نسخة محفوظة 22 سبتمبر 2022 على موقع واي باك مشين.